# Julisäule

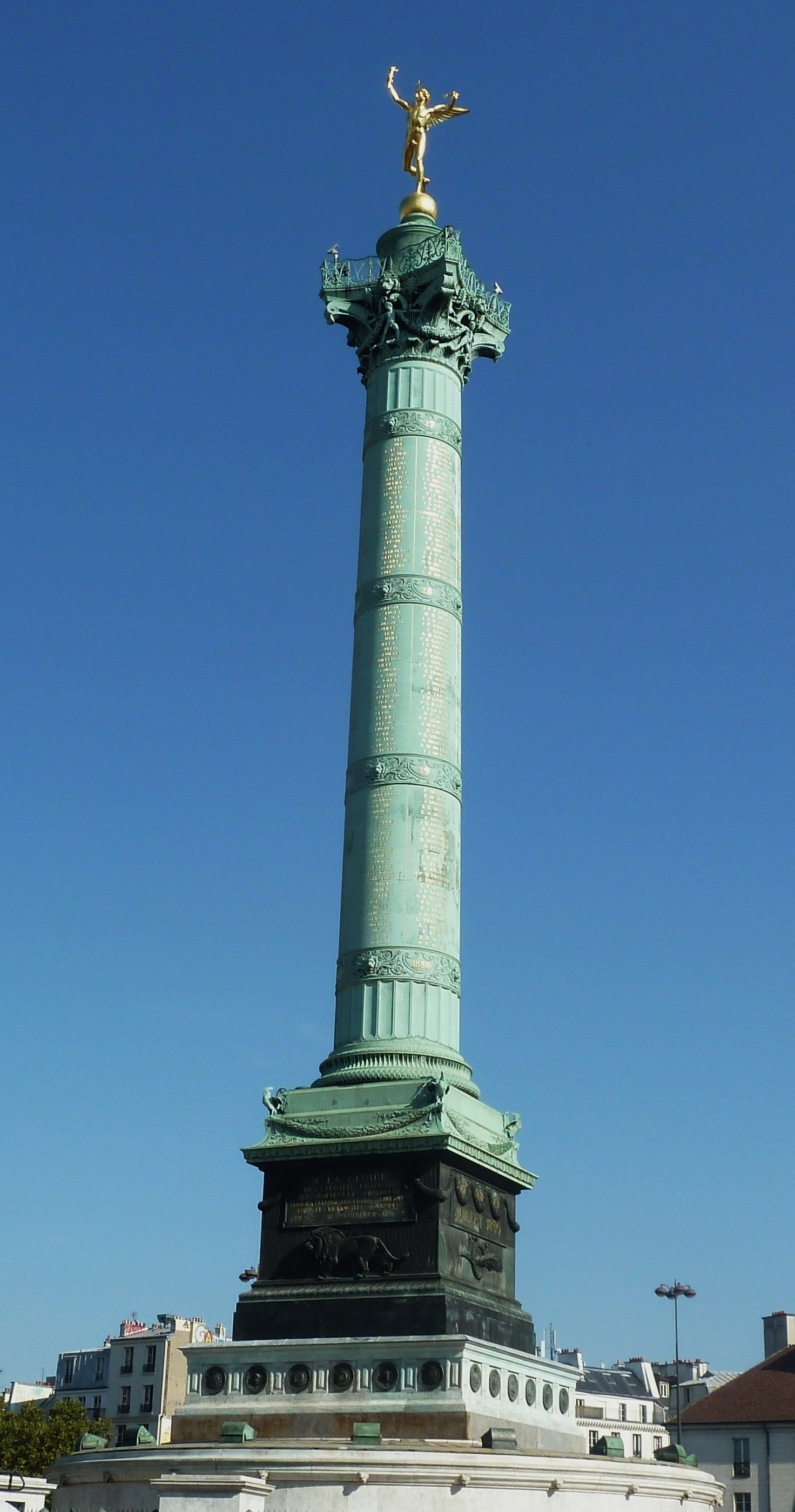
Julisäule

Die Julisäule (französisch Colonne de Juillet) ist ein Denkmal auf der Place de la Bastille im 11. Arrondissement von Paris.

## Entstehungsgeschichte

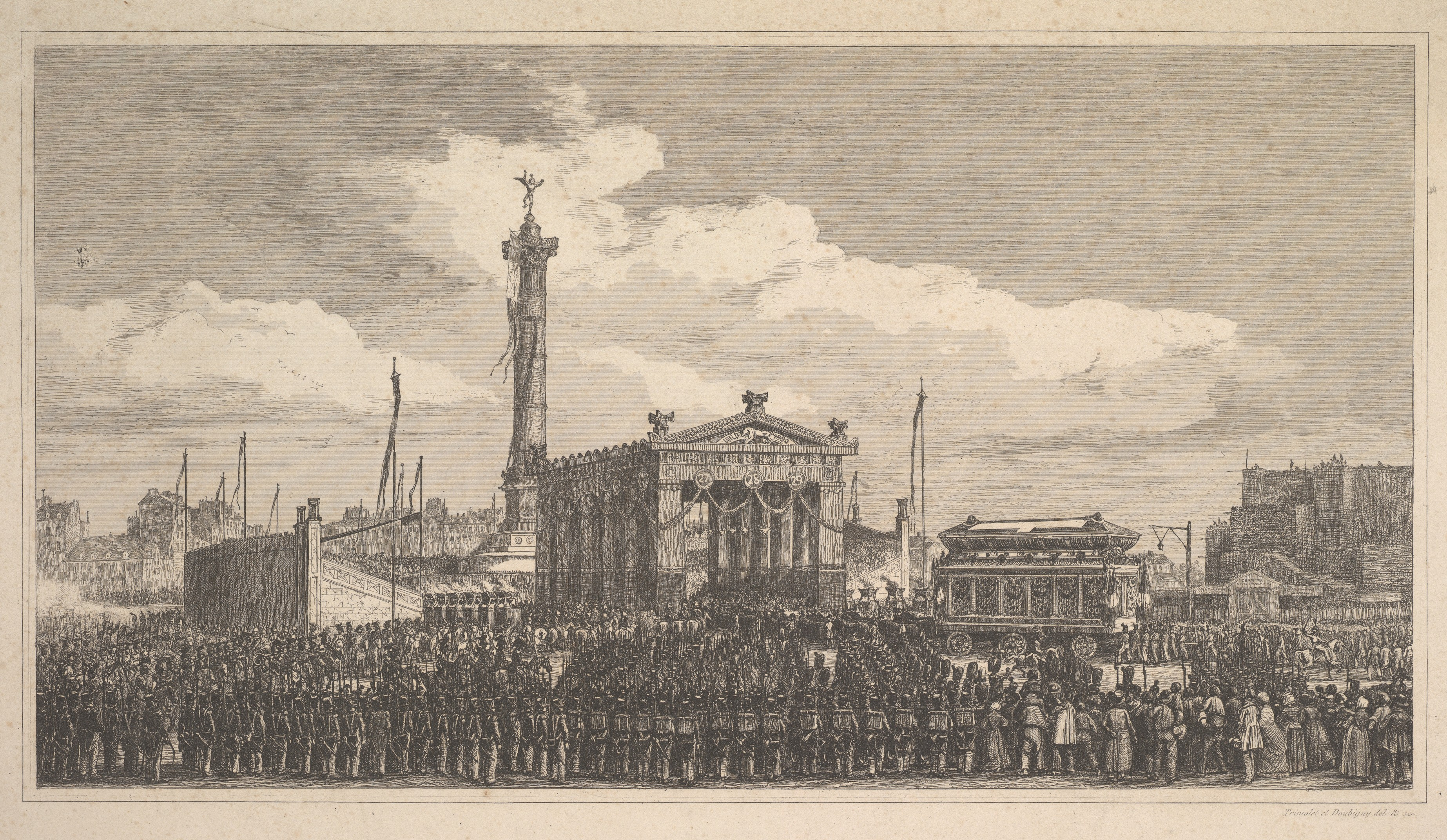
Place de la Bastille – Einweihungsfeiern am 28. Juli 1840 (Zeichnung von Charles-François Daubigny)

An der Stelle der Julisäule stand bis 1789 die als Gefängnis dienende Stadttorburg Bastille, deren Abriss während der Französischen Revolution bereits ab dem 16. Juli 1789 begann und am 4. Oktober 1790 abgeschlossen werden konnte. Der den Abriss leitende Bauunternehmer Pierre-François Palloy legte hier am 14. Juli 1792 den Grundstein der Freiheits-Säule, deren Verwirklichung jedoch über das Stadium der Grundsteinlegung nicht hinauskam. Es folgte am 2. Dezember 1808 die Grundsteinlegung für eine Brunnenanlage mit einem bronzenen 24 Meter hohen Elefanten (Elefant der Bastille), der jedoch lediglich ein Modellstadium aus Holz und Gips erreichte. Dieses Modell blieb von 1814 bis 1846 am Rande des Platzes und wurde im September 1846 abgerissen.

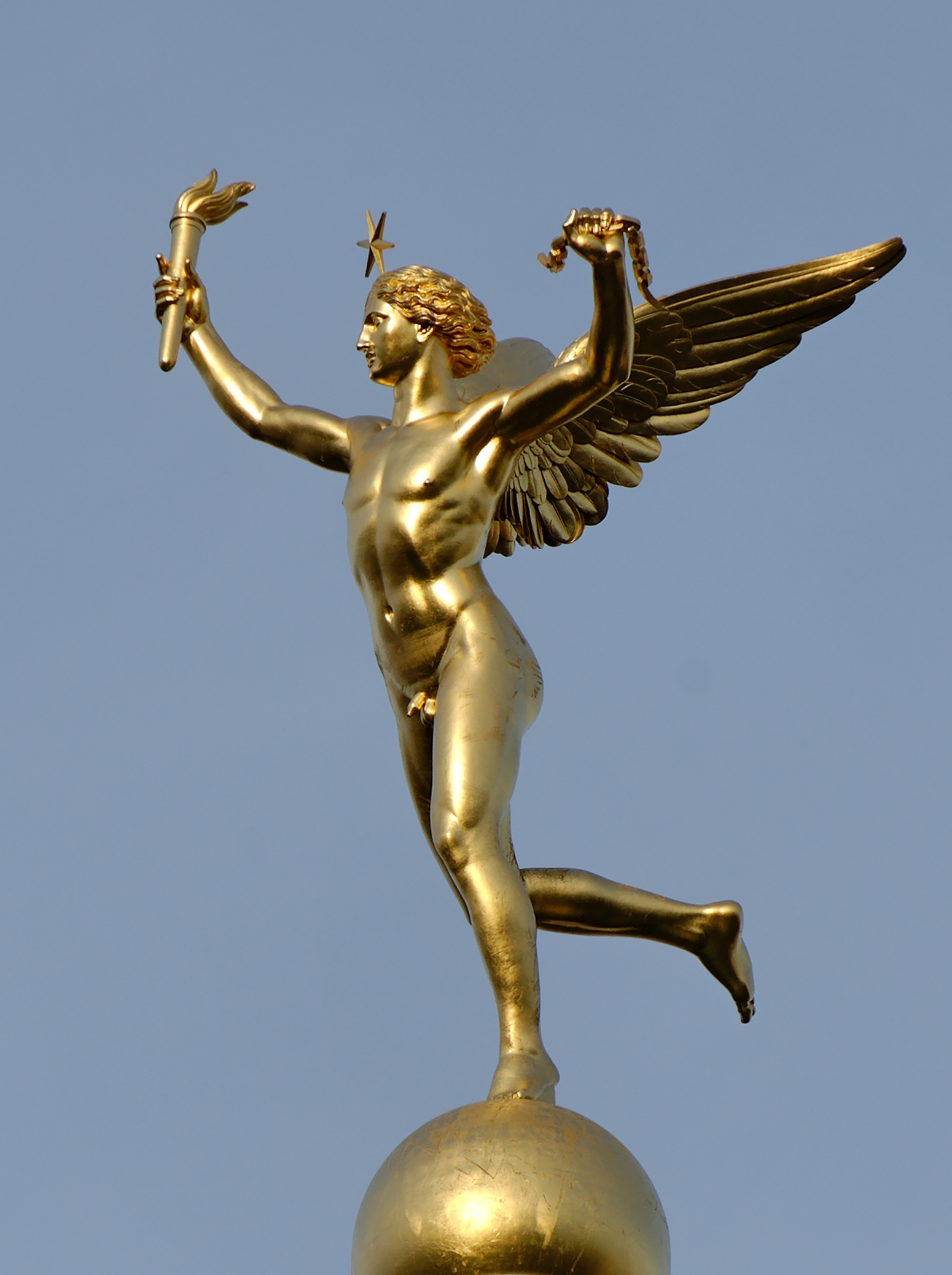
Julisäule – Detail: Le Génie de la Liberté

Inzwischen wurde durch ein königliches Dekret vom 6. Juli 1831 der Bau der Julisäule in der gegenwärtigen Form angeordnet. Sie sollte an die „drei glorreichen Tage“ (27. Juli bis 29. Juli 1830) der Julirevolution im Jahr 1830 erinnern, die in Frankreich zum Sturz von Karl X. und zur Einsetzung des „Bürgerkönigs“ Ludwig Philipp („Julimonarchie“) führte. Ludwig Philipp gab sie 1833 in Auftrag. Auf einer 52 Meter hohen Kupfersäule sind in Gold die Namen der 504 Pariser Bürger eingraviert, die während der Julikämpfe ums Leben kamen. Augustin-Alexandre Dumont schuf 1833 eine 5,85 Meter hohe blattvergoldete Figur, die den auf einem Bein balancierenden „Geist der Freiheit“ (französisch Le Génie de la Liberté) darstellt und an die Straßenschlachten der Juli-Revolution von 1830 erinnert. Der Geist der Freiheit hält die Fackel der Freiheit und die gerissene Kette der Tyrannei in die Höhe. Die als Engel gestaltete Figur platzierte man auf der Säule. Sie befindet sich auf einem Sockel, der ursprünglich die Skulptur des Elefanten im Zentrum aufnehmen sollte.
Die Einweihung des Gesamtwerkes der Julisäule fand am 28. Juli 1840 statt. Die aus mehreren Massengräbern zusammengeführten sterblichen Reste der Gefallenen wurden nach einem Gedenkgottesdienst am 29. Juli 1840 in der Kirche St-Germain-l’Auxerrois mit einem Gespann aus 24 Pferden zur Place de la Bastille gebracht und in einen unterhalb der Julisäule eigens hierfür errichteten Tempel gelegt. Im März 1848 wurde die Säule als Gedenkstätte auch für die Februarrevolution vom 22., 23. und 24. Februar 1848 geweiht. Unter der Säule befinden sich die heute öffentlich zugänglichen Gewölbe mit Gräbern aus jener Zeit.

## Lage
In der Nähe der Place de la Bastille liegen die Métrolinien 1, 5 (beide Haltestelle Bastille) und 8 (Chemin Vert).